# 邱騰華
邱騰華，GBS，JP（1960年4月28日—），祖籍廣東潮州，現任匡智會執行委員會主席，前香港特區政府主要官員，公務員政務官出身，曾任商務及經濟發展局局長、行政長官辦公室主任及環境局局長。

## 簡歷
邱騰華祖籍廣東潮州，早年在九龍觀塘花園大廈成長。他中學就讀於寧波公學，為該校第一屆中五畢業生，升讀保良局總理聯誼會第一中學預科時與時任環境局局長黃錦星為學弟，1981年畢業於香港大學文學院。他曾於1983年到英國牛津大學，2000年春季於美國哈佛大學深造。
邱騰華於1981年8月加入香港政府政務職系，曾於多個政府部門工作，包括保安科、政務總署、衞生福利科、運輸科、懲教署、庫務科、貿易署（後改稱工業貿易署 ）、華盛頓香港經濟貿易辦事處及教育統籌局（後改稱教育局）。2007年出任環境局局長前，邱騰華署任首長級第六級的政府新聞處處長，一時升任為局長的他，被傳媒認為如坐火箭般職級急升。

### 環境局局長任期
作為環境局局長，邱騰華的職責範圍包括環境保護、能源、自然保育及可持續發展。他首要處理的政策議題，包括空氣質素及氣候變化。在空氣質素方面，環境局於2009年就更新空氣質素指標諮詢公眾，經過多年討論後在2012年1月落實更新沿用25年的指標。新指標亦首次將微細懸浮粒子（PM2.5）的濃度水平納入規管，但只採用世衞中期目標，標準相對寬鬆。。在改善路邊空氣質素上，政府於2007年提出立法管制停車熄匙，引起運輸業界強烈反彈，經過多番修訂後，立法會於2011年3月通過《汽車引擎空轉（定額罰款）條例》，並在在2011年12月中生效。另外，特區政府亦進一步推動在香港使用電動車，希望改善香港的空氣質素。
在能源方面，邱騰華任內積極推廣清潔能源。邱騰華在任期間，香港政府於2008年8月與國家能源局就能源合作簽訂了諒解備忘錄，就未來20年內地繼續向香港供應核電和天然氣作出保證。因此，特區政府便透過規管電廠減排以改善空氣質素。另外，政府於2009年4月推出四億五千萬的建築物能源效益資助計劃，鼓勵業主為建築物進行能源及碳審計。截至2011年6月底，共有720多宗申請成功獲批，涉及超過9,000幢樓宇，金額約2.8億元。
為紓緩氣候變化帶來的影響，政府曾在2009年《香港施政報告》提出由兩家電力公司向住宅用戶派發慳電膽券，取締耗能的鎢絲燈泡，但計劃出台後，被質疑向特首親家利益輸送，計劃無疾而終。這件事件引起公眾極大的爭議，亦因環境局多番迴避公眾的質詢，邱騰華被公眾就此而責難。
為推動可持續廢物管理，政府於2008年7月獲香港立法會通過《產品環保責任條例》，旨在將不同種類產品對環境的影響盡量減低。邱騰華首個落實的產品就是於2009年7月7月推行的塑膠購物袋環保徵費（即膠袋稅），實施以來運作暢順，現正就擴充計劃進行諮詢。政府指出，會透過減廢及循環再造，將都市固體廢物的回收率，由現時的49%增至2015年的55%；除擴充現有膠袋稅外，會推出「廢電器電子產品生產者責任計劃」，鼓勵從源頭減廢。
由於香港的堆填區面臨爆滿的危機，香港政府表示會在2012年初向立法會申請撥款，盡快興建廢物焚化處理設施。政府原先建議擴充新界東南（將軍澳）堆填區，將清水灣郊野公園5公頃土地納入堆填區範圍，令其使用壽命延長六年。唯立法會提出廢除擴建將軍澳堆填區旨令，政府最終決定不尋求司法覆核，亦不再徵用清水灣郊野公園土地擴建堆填區，擴展範圍會減至13公頃，主要放置建築廢料，以紓緩臭味。另外，為減少對堆填區的負荷，政府動用50億元在屯門曾咀建污泥處理廠，2013年啟用，每日可處理2,000噸濕污泥。焚化後，污泥體積會減少九成，焚化期間產生電力，除可為焚化爐供電外，亦可供電給廠內三個暖水池。邱騰華表示，污泥廠是一個轉廢為能的設施，透過減少污泥落入堆填區，估計每年可減少26萬噸的溫室氣體排放。
在自然保育方面，邱騰華將新界東北地區八個具獨特地質風貌的景點，設立成香港國家地質公園，首先在2009年取得國家地質公園資格，繼而在2011年9月獲聯合國教科文組織（UNESCO）接納成為世界地質公園網絡成員，正式命名為「中國香港世界地質公園」，與日本洞爺湖火山、韓國濟州島、愛爾蘭等其餘八十七個世界級地質公園齊名。邱騰華出席挪威的世界地質公園會議時指出，這項殊榮肯定了香港在保育工作的努力，同時亦讓世界各地了解香港的城市發展和保育能夠共存。

### 特首辦主任任期
邱騰華在梁振英政府裏擔任行政長官辦公室主任一職，不再續任決策局局長的工作。他在擔任特首辦主任期間涉獵面較闊，不再像以前般只須了解自己所屬的決策局所負責的工作及職務，而是需要了解及處理所有行政長官參與的事務。他表示自己在任期間明白到不少政策工作並非單一政策局可以做到，而須各方面的協調才可完成。出任特首辦主任期間，他每年有機會與黨和國家領導人見面，親身感受到領導人對香港的關心。他於2017年6月30日卸任特首辦主任一職，職務由陳國基接任。

### 商務及經濟發展局局長任期
邱騰華在2017年6月獲國務院委任為商務及經濟發展局局長，7月1日上任，並正式接替離任的蘇錦樑。林鄭月娥組成內閣曾遇到不少人士婉拒其邀請擔任局長，而最終亦出現包括邱騰華在內的多名政務官升任局長一職，他亦被視為「百搭」的人選。時任商務及經濟發展局局長蘇錦樑指出，邱騰華曾接觸貿易事務，相信他會有經驗和能力為香港市民服務。邱騰華則指自己在政府工作了一段長時間，較了解政府運作，亦曾長時間與不同的同事工作，相信自己能勝任這份工作。2017年7月1日，邱騰華正式就任商務及經濟發展局局長。
2020年8月11日，美國宣佈從9月25日起，香港出口至美國的商品須標記為「中國製造（Made in China）」，不能標記為「香港製造（Made in Hong Kong）」。邱騰華批評美國的要求是「與事實不符」，而且「指白為黑」，等同要求香港說謊。邱騰華更以英語反問「加拿大的產品可否標示為美國或墨西哥製造？」。
2022年6月30日，丘應樺接替卸任的邱騰華。

## 退休生活
2024年，邱騰華接替陳瑞盛出任匡智會執行委員會主席。

## 公務要職生涯
邱騰華曾任的主要職位包括：
- 貿易署副署長（後改稱工業貿易署副署長）：1999年1月至2001年5月
- 香港駐華盛頓經濟貿易辦事處處長：2001年5月至2004年4月
- 教育統籌局副秘書長：2004年4月至2006年4月
- 政府新聞處處長：2006年4月至2007年6月30日
- 環境局局長：2007年7月1日至2012年6月30日
- 行政長官辦公室主任：2012年7月1日至2017年6月30日
- 商務及經濟發展局局長︰2017年7月1日至2022年6月30日

## 榮譽
- 金紫荊星章（香港2011年度授勳及嘉獎名單；2011年7月1日）[31]
- 非官守太平紳士（J.P.）（2022年8月12日）[32]
- 官守太平紳士（J.P.）（2000年7月1日－2022年6月30日）[33]

## 外部連結
- 商務及經濟發展局局長邱騰華於香港政府一站通網頁的介紹（页面存档备份，存于）（繁體中文）
- 香港特別行政區獲授勳及嘉獎人士（页面存档备份，存于）（繁體中文）

| 官衔          | 官衔                                                           | 官衔            |
| ------------- | -------------------------------------------------------------- | --------------- |
| 前任： 蘇錦樑 | 商務及經濟發展局局長 2017年7月1日－2022年6月30日               | 繼任： 丘應樺   |
| 前任： 梁卓偉 | 香港特別行政區行政長官辦公室主任 · 2012年7月1日－2017年6月30日 | 繼任： 陳國基   |
| 首任          | 環境局局長 2007年7月1日－2012年6月30日                         | 繼任： 黃錦星   |
| 政府职务      |                                                                |                 |
| 前任： 蔡瑩璧 | 政府新聞處處長 2006年－2007年                                  | 繼任： 馮程淑儀 |